# 썬더폴스
썬더폴스(Thunder Falls)는 대한민국 경기도 용인시 처인구 포곡읍 전대리 199에 위치한 에버랜드의 매직랜드에 있는 플룸라이드이다. 원래는 평범한 플룸라이드(구 후룸라이드)였지만, 2014년 11월 16일경에 철거한 후 썬더폴스란 새로운 플룸라이드를 도입해 리뉴얼 개장한 것이다.
컨베이어 벨트로 끌어올린 기존의 후룸라이드와 달리, 롤러코스터에서 쓰이던 체인 리프트를 이용해 끌어올리며, 20m에서 떨어지고 백드롭도 있다.

## 동선
썬더폴스의 동선은 다음과 같다.
| 동선           | 설명                                                |
| -------------- | --------------------------------------------------- |
| 상승구간       | 지그재그 곡선 구간에서 점점 보트의 속도가 빨라진다. |
| 턴 테이블 타워 | 정상에 도달하면 보트의 방향을 바꾼다.               |
| 후방낙하       | 역하강을 해서 만세를 한다.                          |
| 유턴           | 보트의 방향을 다시 앞으로 돌린다.                   |
| 급류수로       | 최정상으로 간다.                                    |
| 전방낙하       | 급경사를 더 빠르게 내려간다.                        |

## 테마곡
썬더폴스 테마송(2015年)
Everyday Wonderful 썬더폴스 에버랜드 썬더폴스
환상의 Great 썬더폴스 신비로운 세계 썬더폴스
푸른 강물을 힘차게 헤치고 설레는 마음 안고
저 높이 솟은 놀라운 곳으로 우리 함께 떠나보자
Mystic River를 따라 Magic Mountain 저 높이
Back 드롭 Mystic Fall 긴장해 이제부터야!
Everyday Wonderful 썬더폴스 에버랜드 썬더폴스
환상의 Great 썬더폴스 신비로운 세계 썬더폴스
1, 2, 1 2 3 Go! 1, 2, 1 2 3 Go!
에버랜드, 에버랜드 Mystic World 썬더폴스
Everyday Wonderful 썬더폴스 에버랜드 썬더폴스
환상의 Great 썬더폴스 신비로운 세계 썬더폴스
시원한 바람 짜릿한 물보라 온몸과 마음을 적시고
신기한 물결 떨리는 이 순간 모두 함께 즐겨보자~
Mystic River를 따라 Magic Mountain 저 높이
Back 드롭 Mystic Fall 시작은 지금부터야!
Everyday Wonderful 썬더폴스 에버랜드 썬더폴스
환상의 Great 썬더폴스 신비로운 세계 썬더폴스